# Patrick Paauwe
Patrick Paauwe (ur. 27 grudnia 1975 w 't Harde) – holenderski piłkarz grający na pozycji środkowego obrońcy a czasami defensywnego pomocnika.

## Kariera klubowa
Paauwe rozpoczynał karierę w klubie SV 't Harde, pochodzącym z jego rodzinnego miasta. Następnie grał w innych amatorskich klubach takich jak Lyra De Lier, DVC Delft i ASVD Dronten. Potem trafił do PSV Eindhoven, a w 1993 roku do jego pierwszej drużyny. 17 października zadebiutował w Eredivisie wygranym 4:0 wyjazdowym meczem z FC Utrecht. Był to jednak jego jedyny mecz w sezonie, podobnie jak w kolejnym i nie mogąc przebić się do składu PSV, latem 1995 przeszedł do De Graafschap. Tam spędził jeden sezon i już w 1996 roku znów zmienił barwy klubowe, tym razem na Fortunę Sittard.
W Fortunie Paauwe spędził 2 lata, ale grał na tyle dobrze i solidnie, że w 1998 roku trener Feyenoordu, Leo Beenhakker, ściągnął go do swojego zespołu. W sezonie 1998/1999 wywalczył z Feyenoordem mistrzostwo Holandii. W mistrzowskim sezonie Paauwe wystąpił w 30 spotkaniach i zdobył 5 bramek, będąc jedną z czołowych postaci zespołu. W 2000 roku wystąpił z Feyenoordem w Lidze Mistrzów, bez większych sukcesów, a w 2002 roku dotarł do finału Pucharu UEFA. Na Feijenoord Stadion w Rotterdamie wystąpił przez pełne 90 minut i przyczynił się do wygrania 3:2 meczu z Borussią Dortmund i wywalczenia tego trofeum. W Feyenoordzie grał do 2006 roku, gdy w czerwcu skończył mu się kontrakt. Dla klubu z Rotterdamu wystąpił w 229 ligowych meczach i zdobył 25 bramek.
Latem 2006 na zasadzie wolnego transferu Paauwe przeszedł do francuskiego Valenciennes FC. W Ligue 1 zadebiutował 9 września w przegranym 0:3 wyjazdowym meczu z RC Lens i od czasu debiutu wywalczył miejsce w wyjściowej jedenastce drużyny.
W 2007 roku Paauwe odszedł do niemieckiej drugoligowej Borussii Mönchengladbach. 13 sierpnia zadebiutował w jej barwach w zremisowanym 1:1 meczu z 1. FC Kaiserslautern. W 2008 roku awansował z Borussią do pierwszej ligi.
| Sezon   | Klub                     | Kraj     | Rozgrywki             | Mecze | Bramki |
| ------- | ------------------------ | -------- | --------------------- | ----- | ------ |
| 1993/94 | PSV Eindhoven            | Holandia | Eredivisie            | 1     | 0      |
| 1994/95 | PSV Eindhoven            | Holandia | Eredivisie            | 1     | 0      |
| 1995/96 | De Graafschap            | Holandia | Eredivisie            | 23    | 0      |
| 1996/97 | Fortuna Sittard          | Holandia | Eredivisie            | 31    | 4      |
| 1997/98 | Fortuna Sittard          | Holandia | Eredivisie            | 31    | 4      |
| 1998/99 | Feyenoord                | Holandia | Eredivisie            | 30    | 5      |
| 1999/00 | Feyenoord                | Holandia | Eredivisie            | 28    | 2      |
| 2000/01 | Feyenoord                | Holandia | Eredivisie            | 31    | 6      |
| 2001/02 | Feyenoord                | Holandia | Eredivisie            | 28    | 2      |
| 2002/03 | Feyenoord                | Holandia | Eredivisie            | 32    | 2      |
| 2003/04 | Feyenoord                | Holandia | Eredivisie            | 29    | 4      |
| 2004/05 | Feyenoord                | Holandia | Eredivisie            | 21    | 0      |
| 2005/06 | Feyenoord                | Holandia | Eredivisie            | 30    | 4      |
| 2006/07 | Valenciennes FC          | Francja  | Ligue 1               | 29    | 1      |
| 2007/08 | Borussia Mönchengladbach | Niemcy   | 2. Fußball-Bundesliga | 33    | 3      |
| 2008/09 | Borussia Mönchengladbach | Niemcy   | Bundesliga            | 24    | 1      |

## Kariera reprezentacyjna
W reprezentacji Holandii Paauwe zadebiutował 15 listopada 2000 roku w wygranym 2:1 wyjazdowym meczu z Hiszpanią, gdy w 46. minucie zmienił Kevina Hoflanda. Ogółem w kadrze występował sporadycznie w meczach towarzyskich, a od 2002 roku znajduje się poza nią. Przez 2 lata wystąpił w niej 5-krotnie.